# Pieve di Santa Maria Vergine Assunta
La chiesa di Santa Maria Assunta è un edificio religioso situato a Cabras, centro abitato della Sardegna centro-occidentale.
Edificata alla fine del XV secolo e consacrata al culto cattolico, è sede dell'omonima parrocchia e fa parte dell'arcidiocesi di Oristano.

## Organo a canne
Nel braccio destro del transetto, in prossimità dell'altare di Sant'Anna, è dislocato l'organo a canne, di 2 tastiere da 61 note e pedaliera concavo-radiale da 32 note, la cui consolle mobile si trova nella medesima cappella. L'organo è stato fabbricato dalla ditta Balbiani Vegezzi-Bossi nel 1980 su commissione dell'allora pievano Mons. Francesco Manca, ed è a trasmissione elettrica per note e registri. L'unico corpo, totalmente espressivo, contava originariamente 658 canne; a seguito dell'intervento di estensione avvenuto nel 2013, durante il quale è stato aggiunto il registro di Tromba dolce 8', ne conta oggi 719.